# Грузиновка (Неклиновский район)
Грузиновка — хутор в Неклиновском районе Ростовской области.
Входит в состав Андреево-Мелентьевского сельского поселения.

## География

### Улицы
- ул. Набережная.
- ул. Бережок.
- ул. Любитель

## История
Населённый пункт имел в своей истории статус посёлка и назывался: Грузинов, Весёлый Грузинов, Егоров. До Октябрьской революции относился к Носовской (Сарматской) волости Таганрогского округа Области Войска Донского.
По состоянию на 1926 год входил в Лотошниковский сельсовет Николаевского района Таганрогского округа Северо-Кавказского края.

## Население
| 2010 |
| ---- |
| 82   |